# Sint-Mattheuskerk (Kopenhagen)
De Sint-Mattheuskerk (Deens: Sankt Mathæus Kirke) is de oudste en grootste kerk in het district Vesterbro van de Deense hoofdstad Kopenhagen.

## Geschiedenis
De ontmanteling van de fortificaties van Kopenhagen was een geleidelijk en langdurig proces. Toen een wet in 1868 eindelijk het eigendom van de vesting ophief en een einde maakte aan de beperkingen rond het gebied om de vesting, nam de groei van de bevolking buiten de voormalige westelijke stadspoort in Vesterbro in rap tempo toe. Het gebied ontwikkelde zich tot een dichtbevolkte en arme volksbuurt.
De eerste kerk in het nieuwe district, de Sint-Mattheuskerk, werd tussen 1879-1880 gebouwd. Op dat moment bestond de parochie uit ongeveer 2000 gelovigen. Tot het midden van de jaren 1890 bleef de Mattheuskerk de enige kerk in Vesterbro. Aan het begin van de 20e eeuw was de bevolking van Vesterbro gegroeid tot ongeveer 7000 inwoners.

## Het gebouw
De architect van de neoromaanse kerk was Ludvig Fenger, die toen net de Sint-Jacobskerk in Østerbro had voltooid. Net als vele andere Deense gebouwen uit dezelfde periode is de Mattheuskerk geïnspireerd op de Noord-Italiaanse romaanse baksteenarchitectuur. Onderscheidend zijn de talrijke kleine spitsen langs de dakrand, op de hoek van de toren en aan de basis van de spits.

## Interieur
Het grootste deel van de inrichting van de kerk werd ontworpen door Ludvig Fenger, inclusief de orgelkas. Het instrument werd gebouwd door A.H. Busch & Sønner in 1880. Het altaarstuk betreft een rechtstreeks op de muur geschilderd werk van Henrik Olrik, dat de Bergrede van Christus uitbeeldt.

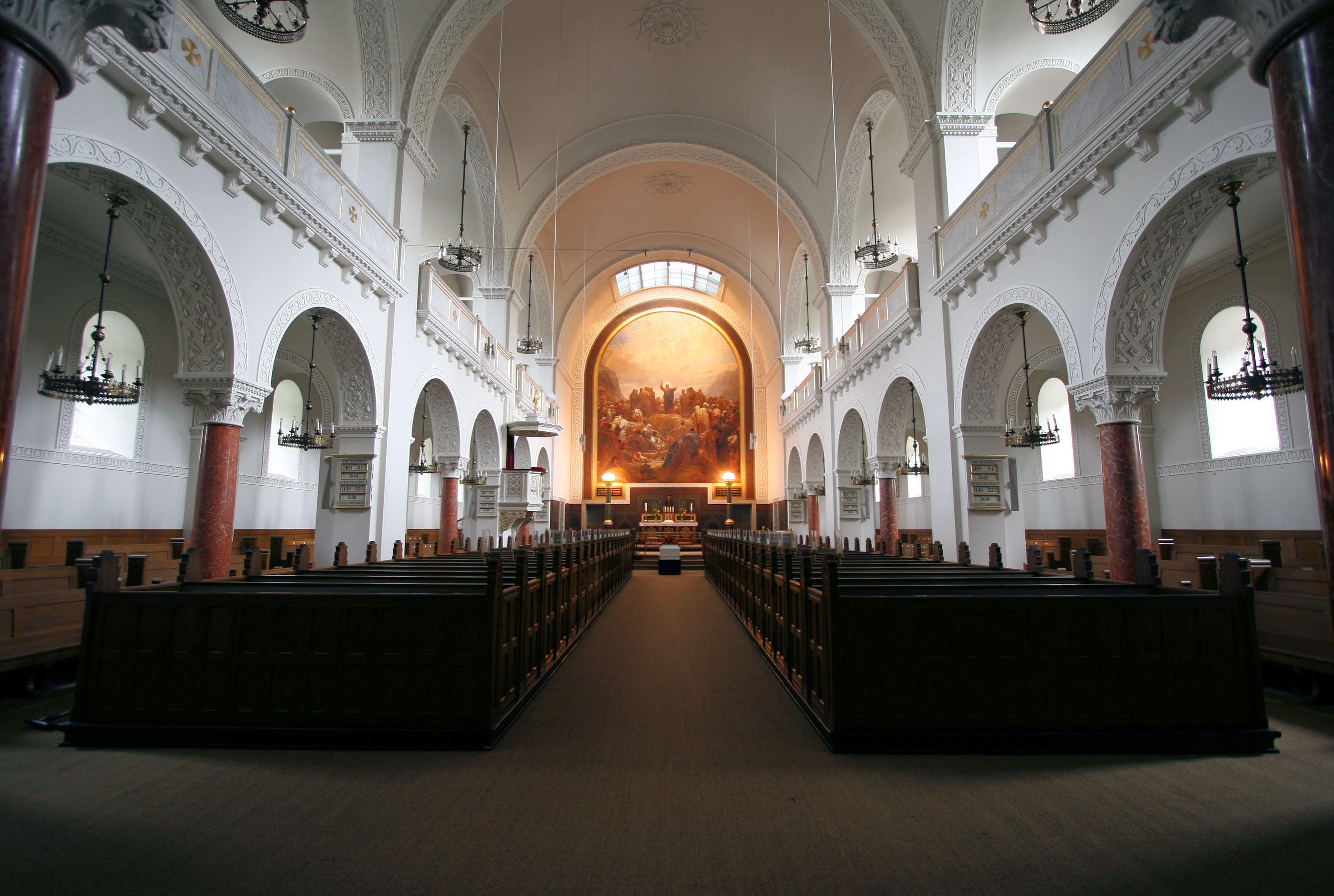
Interieur
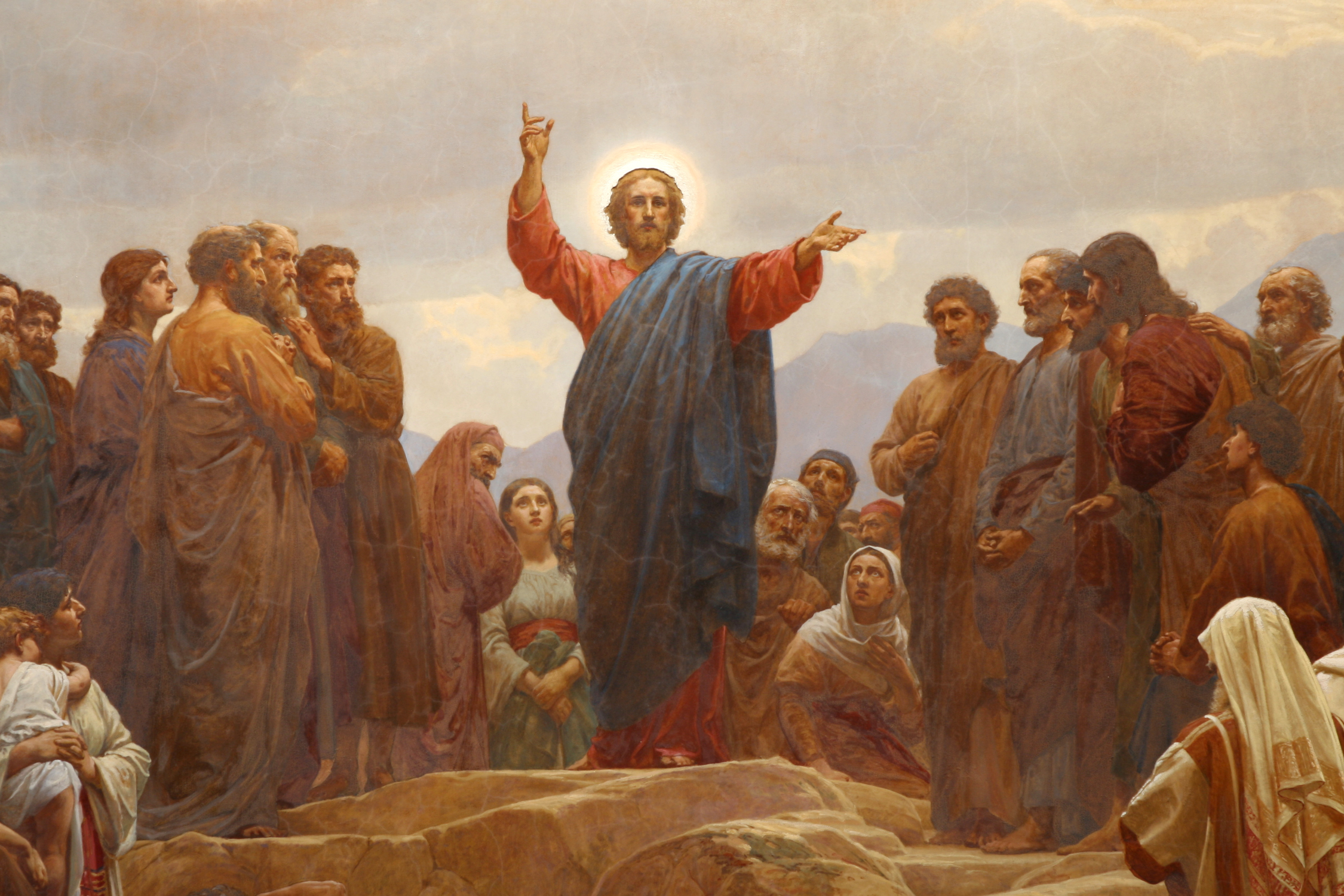
Altaarstuk De Bergrede (Henrik Olrik)
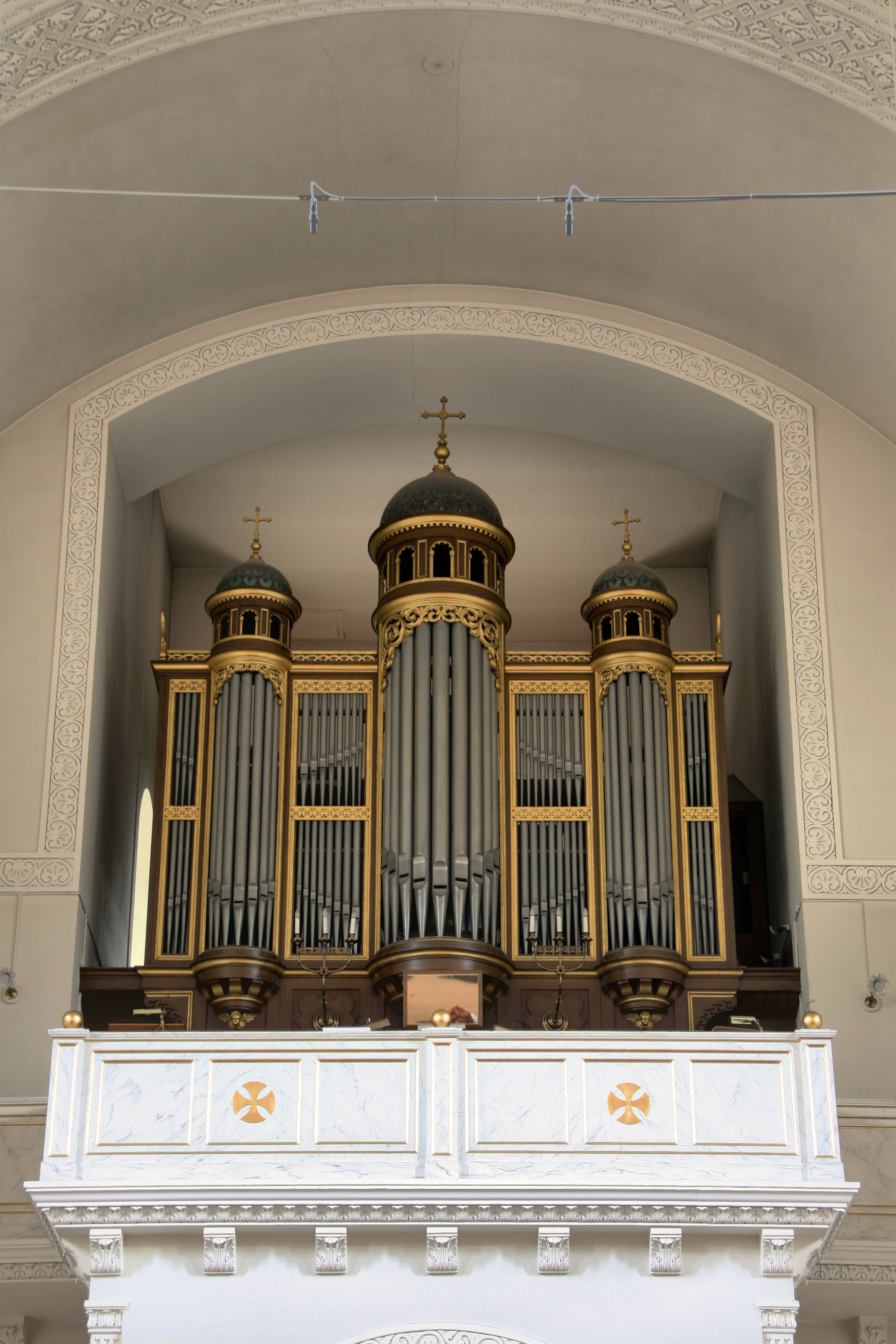
Orgel
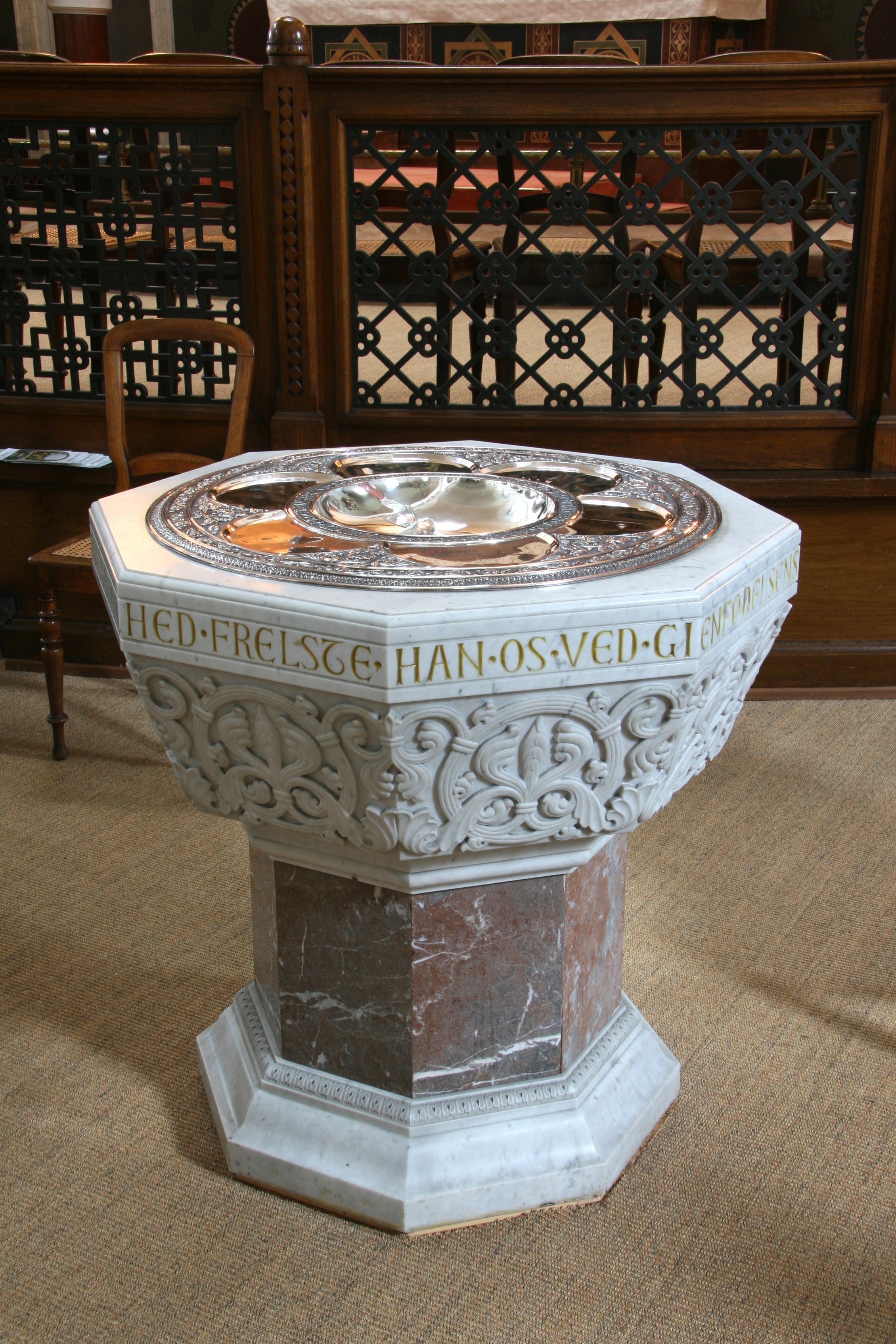
Doopvont